# 27531 Sweaton
27531 Sweaton este o planetă minoră (asteroid), cu un diametru de 6,632 km, din centura de asteroizi. A fost descoperită pe 26 aprilie 2000 la Stația Anderson Mesa de Lowell Observatory Near-Earth-Object Search. 
Obiectul prezintă o orbită caracterizată de o semiaxă mare de 3,0822948 UAi, o excentricitate de 0,08, o înclinație de 9,48697 ° în raport cu ecliptica.